# 쇼메이어물쥐
쇼메이어물쥐(Baiyankamys shawmayeri)는 쥐과에 속하는 설치류의 일종이다. 파푸아뉴기니의 산악 지대에서 발견된다.

## 특징
꼬리 길이 148~185mm를 제외한 몸길이가 130~153mm인 중형 크기의 설치류로 발 길이는 35~39mm이고 귀 길이는 12~17mm이다. 몸무게는 최대 88g이다.